# Atudem
Atudem (Asociación turística de estaciones de esquí y montaña de España), es el organismo que agrupa las 35 estaciones de esquí existentes en España (más una de Portugal). Fundada en 1974, fue creada para mejorar intereses globales de todas las estaciones del país, por ejemplo, promocionando de un modo conjunto a todas ellas, o haciendo de puente entre las estaciones y las administraciones públicas.
En la actualidad, Atudem busca el mejor funcionamiento de las estaciones, para dar un servicio de calidad dotando de medios a las estaciones para buscar mejores y soluciones a los problemas, promocionando los deportes de invierno y las actividades turísticas que puedan tener lugar en los centros asociados. Además mantiene en un sitio centralizada toda la información relevante a las estaciones de esquí, desde la infraestructura disponible hasta estadísticas de las inversiones realizadas, e incluso durante la temporada de esquí mantiene estado de todas las estaciones.

## Publicaciones
Atudem publica anualmente la «Guía oficial de estaciones de esquí», que recoge toda la información y novedades de las estaciones de esquí del país.